# Nuraghe Sa Cipudditta
Il nuraghe Sa Cipudditta si trova a Sant'Antioco, nella località costiera di Su Portu de Su Casu.

## Descrizione
Si tratta dei resti franati di un nuraghe bi- o trilobato situato in cima a un promontorio a picco sul mare.  L'esposizione alle intemperie della costa e l'incuria rendono visibili solo le rovine di due torri ma sono presenti anche tracce riconducibili ad una terza torre attorno al mastio centrale. La vicinanza al mare e la posizione strategica consentivano di presidiare la falesia e l'insenatura rocciosa di Su Portu de Su Casu (dove si ipotizza che esistesse un porto nuragico) e controllare quasi tutto il tratto di mare occidentale dell'isola di Sant'Antioco e buona parte dell'Isola di San Pietro.